# 진상중학교
진상중학교(津上中學校)는 대한민국 전라남도 광양시 진상면 섬거리에 있는 공립 중학교이다.

## 학교 연혁
- 1948년 10월 15일 : 진상중학교 개교
- 1951년 7월 23일 : 제1회 졸업
- 1952년 12월 6일 : 광양동중학교로 교명 변경
- 1963년 3월 1일 : 진상중학교로 교명 변경
- 1979년 3월 1일 : 중 . 고 분리
- 1994년 7월 12일 : 중 . 고 통합
- 1997년 3월 1일 : 중 . 고 분리
- 2000년 3월 1일 : 중 . 고 통합
- 2005년 3월 1일 : 중 . 고 분리
- 2025년 1월 9일 : 제76회 11명 졸업 (졸업생 총 수 9,822명)
- 2025년 3월 1일 : 제28대 김태연 교장 취임

## 참고 자료
- 진상중학교 - 한국교육학술정보원 학교알리미